# 과천시민회관

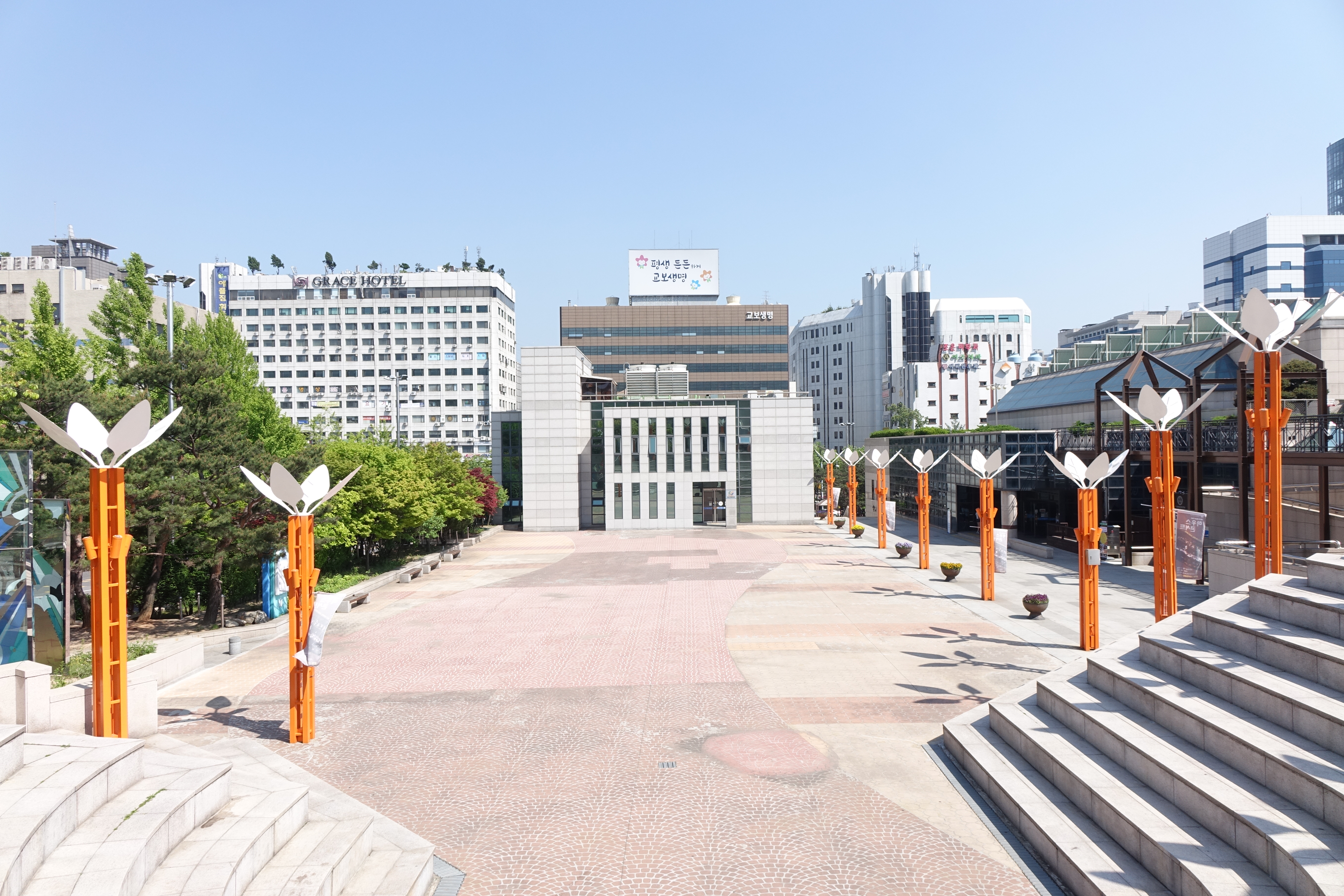
전경, 2015년

과천시민회관은 경기도 과천시 통영로 5에 있는 문화 예술 공연장이다. 1995년 10월 7일에 개관하였다.

## 연혁
- 1995년 10월 7일 개관.